# Бурча, Дьёзё
Дьё́зё Бу́рча (венг. Burcsa Győző; род. 13 марта 1954, Капошвар) — венгерский футболист и футбольный тренер, играл на позиции полузащитника, участник чемпионата мира 1986 года.

## Биография

### Клубная карьера
Бурча начинал профессиональную карьеру в «Капошвар Ракоци», в котором играл три сезона.
В 1976 году перешёл в «Видеотон», в котором отыграл пять сезонов, сыграв за команду 147 матчей в чемпионате Венгрии. Затем он перешёл в «Дьёр», в котором сыграл три сезона и выиграл два чемпионских титула. В 1984 году Бурча вернулся в «Видеотон», в котором отыграл сезон и дошёл до финала Кубка УЕФА 1985 года, в котором венгерский клуб по сумме двух матчей проиграл мадридскому «Реалу».
Покинув Венгрию, Бурча играл во Франции за «Осер» (1985—1987), «Антанту Мелен-Фонтенбло» (1987—1988) и «Аррас» (1988—1989), в котором закончил игровую карьеру.

### Карьера в сборной
В составе сборной Венгрии принимал участие на чемпионате мира 1986 года, где сыграл в двух матчах группового этапа. Всего за сборную Венгрии сыграл 15 матчей, в которых забил три мяча.

### Тренерская карьера
Работал главным тренером клубов «Видеотон» (1991—1992), «Ньиредьхаза» (1993) и «Шопрон» (1995—1996).

## Достижения
«Дьёр»
- Чемпион Венгрии (2) : 1981/82, 1982/83